# جون جيمس (سائق فورمولا 1)
جون جيمس (بالإنجليزية: John James)‏ (و. 1914 – 2002 م) هو سائق فورمولا 1، ومهندس بريطاني، ولد في وركشير، توفي عن عمر يناهز 88 عاماً.

## روابط خارجية
- جون جيمس على موقع DriverDB.com (الإنجليزية)